# Phagwara
Phagwara là một thành phố và là nơi đặt hội đồng đô thị (municipal council) của quận Kapurthala thuộc bang Punjab, Ấn Độ.

## Địa lý
Phagwara có vị trí 31°13′B 75°46′Đ / 31,22°B 75,77°Đ Nó có độ cao trung bình là 234 mét (767 feet).

## Nhân khẩu
Theo điều tra dân số năm 2001 của Ấn Độ, Phagwara có dân số 95.626 người. Phái nam chiếm 54% tổng số dân và phái nữ chiếm 46%. Phagwara có tỷ lệ 77% biết đọc biết viết, cao hơn tỷ lệ trung bình toàn quốc là 59,5%: tỷ lệ cho phái nam là 80%, và tỷ lệ cho phái nữ là 73%. Tại Phagwara, 10% dân số nhỏ hơn 6 tuổi.